# Torneo Apertura 2020 de Segunda División (Venezuela)
El Torneo Apertura 2020 es el primero de los dos torneos de la temporada 2020 en la segunda división del fútbol venezolano. El torneo comenzó el 21 de febrero, terminará en junio con la final

## Sistema de competición
La primera fase los 21 equipos están divididos en 3 grupos, por cercanía geográfica. Cada grupo de 7 equipos; donde se enfrentan en formato de ida y vuelta contra cada rival del grupo. Al final se juega una Liguilla entre los mejores 8 equipos, el campeón asciende a primera y disputa la final absoluta contra el campeón del Torneo Clausura; siempre y cuando tenga la licencia de clubes.

## Datos de los equipos

#### Grupo Occidental
| Club                    | Ciudad      | Estadio                    | Aforo  |
| ----------------------- | ----------- | -------------------------- | ------ |
| Atlético El Vigía       | El Vigía    | Ramón Hernández            | 12.765 |
| Deportivo JBL del Zulia | Maracaibo   | José Encarnación Romero    | 45.000 |
| Hermanos Colmenarez     | Barinas     | Estadio Reinaldo Melo      | 10.000 |
| Real Frontera S.C.      | San Antonio | Polideportivo Pueblo Nuevo | 38.755 |
| TFC Maracaibo           | Maracaibo   | José Encarnación Romero    | 40.000 |
| ULA F.C.                | Mérida      | Guillermo Soto Rosa        | 14.000 |
| Ureña S.C.              | Ureña       | Complejo Deportivo UCAT    | 5.000  |

#### Grupo Central
| Club                   | Ciudad       | Estadio                | Aforo  |
| ---------------------- | ------------ | ---------------------- | ------ |
| Academia Rey           | Barquisimeto | Metropolitano de Lara  | 42.200 |
| Atlético Furrial       | Guanare      | Rafael Pinto           | 10.000 |
| Deportivo Petare       | Caracas      | Cocodrilos Sports Park | 3.500  |
| Estudiantes de Caracas | Caracas      |                        |        |
| Llaneros de Guanare    | Guanare      | Rafael Pinto           | 10.000 |
| UCV F.C.               | Caracas      | Olímpico de la UCV     | 24.900 |
| Yaracuy F.C.           | San Felipe   | Florentino Oropeza     | 11.000 |

#### Grupo Oriental
| Club                     | Ciudad         | Estadio                   | Aforo  |
| ------------------------ | -------------- | ------------------------- | ------ |
| Angostura F.C.           | Ciudad Bolívar | Ricardo Tulio Maya        | 2.500  |
| Chicó de Guayana         | Ciudad Guayana | CTE Cachamay              | 41.300 |
| Dynamo Puerto            | Puerto La Cruz | Cancha Francisco Massiani | 2.000  |
| Fundación AIFI           | Ciudad Guayana | CTE Cachamay              | 41.300 |
| Libertador F.C.          | Maturín        | Monumental de Maturín     | 51.796 |
| Minervén F.C.            | El Callao      | CTE Cachamay              | 41.300 |
| Petroleros de Anzoátegui | Puerto La Cruz | José A. Anzoátegui        | 40.000 |

## Tablas de posiciones

### Grupo Occidental
| Pos. | Equipo                  | Pts. | PJ | G | E | P | GF | GC | Dif. | Clasificación 2020 |
| ---- | ----------------------- | ---- | -- | - | - | - | -- | -- | ---- | ------------------ |
| 1    | Ureña S.C.              | 12   | 4  | 4 | 0 | 0 | 8  | 3  | +5   | Liguilla           |
| 2    | TFC Maracaibo           | 9    | 4  | 3 | 0 | 1 | 9  | 6  | +3   | Liguilla           |
| 3    | Atlético El Vigía       | 4    | 3  | 1 | 1 | 1 | 4  | 2  | +2   |                    |
| 4    | Real Frontera S.C.      | 4    | 3  | 1 | 1 | 1 | 3  | 3  | 0    |                    |
| 5    | Deportivo JBL del Zulia | 3    | 4  | 1 | 0 | 3 | 5  | 10 | −5   |                    |
| 6    | Hermanos Colmenarez     | 2    | 3  | 0 | 2 | 1 | 1  | 2  | −1   |                    |
| 7    | ULA F.C.                | 0    | 3  | 0 | 0 | 3 | 6  | 10 | −4   |                    |

Actualizado a los partidos jugados el 8 de marzo de 2020.
 Fuente: Soccerway

#### Resultados
- Los horarios corresponden a la hora local de Venezuela (UTC−4).

Calendario sujeto a cambios

##### Primera vuelta
| Hermanos Colmenarez     | 0 - 0 | Atlético El Vigía  | Agustín Tovar           | 22 de febrero       | 15:30               |
| Ureña S.C.              | 2 - 0 | TFC Maracaibo      | Complejo Deportivo UCAT | 22 de febrero       | 16:00               |
| Deportivo JBL del Zulia | 0 - 3 | Real Frontera S.C. | Victoria Adjudicada     | Victoria Adjudicada | Victoria Adjudicada |

| Real Frontera S.C. | 0 - 0 | Hermanos Colmenarez     | Polideportivo Pueblo Nuevo | 29 de febrero       | 15.30               |
| ULA F.C.           | 1 - 2 | Ureña S.C.              | Guillermo Soto Rosa        | 1 de marzo          | 11:00               |
| TFC Maracaibo      | 3 - 0 | Deportivo JBL del Zulia | Victoria Adjudicada        | Victoria Adjudicada | Victoria Adjudicada |

| Atlético El Vigía | 3 - 0 | Real Frontera S.C.      | Estadio Ramón Hernández | 4 de marzo | 15:30 |
| TFC Maracaibo     | 4 - 3 | ULA F.C.                | José Encarnación Romero | 4 de marzo | 16:00 |
| Ureña S.C.        | 2 - 1 | Deportivo JBL del Zulia | Complejo deportivo UCAT | 4 de marzo | 16:00 |

| Hermanos Colmenarez     | 1 - 2 | TFC Maracaibo | Agustín Tovar           | 7 de marzo | 15:30 |
| Deportivo JBL del Zulia | 4 - 2 | ULA F.C.      | José Encarnación Romero | 7 de marzo | 15:30 |
| Atlético El Vigía       | 1 - 2 | Ureña S.C.    | Estadio Ramón Hernández | 8 de marzo | 15:30 |

| Fecha 5 | Fecha 5   | Fecha 5   | Fecha 5 | Fecha 5 | Fecha 5 | Fecha 5 | Fecha 5 | Fecha 5 | Fecha 5 | Fecha 5 | Fecha 5 |
| Local   | Resultado | Visitante | Estadio | Fecha   | Hora    |         |         |         |         |         |         |
| ------- | --------- | --------- | ------- | ------- | ------- | ------- | ------- | ------- | ------- | ------- | ------- |

| Fecha 6 | Fecha 6   | Fecha 6   | Fecha 6 | Fecha 6 | Fecha 6 | Fecha 6 | Fecha 6 | Fecha 6 | Fecha 6 | Fecha 6 | Fecha 6 |
| Local   | Resultado | Visitante | Estadio | Fecha   | Hora    |         |         |         |         |         |         |
| ------- | --------- | --------- | ------- | ------- | ------- | ------- | ------- | ------- | ------- | ------- | ------- |

| Fecha 7 | Fecha 7   | Fecha 7   | Fecha 7 | Fecha 7 | Fecha 7 | Fecha 7 | Fecha 7 | Fecha 7 | Fecha 7 | Fecha 7 | Fecha 7 |
| Local   | Resultado | Visitante | Estadio | Fecha   | Hora    |         |         |         |         |         |         |
| ------- | --------- | --------- | ------- | ------- | ------- | ------- | ------- | ------- | ------- | ------- | ------- |

##### Segunda vuelta
| Fecha 8 | Fecha 8   | Fecha 8   | Fecha 8 | Fecha 8 | Fecha 8 | Fecha 8 | Fecha 8 | Fecha 8 | Fecha 8 | Fecha 8 | Fecha 8 |
| Local   | Resultado | Visitante | Estadio | Fecha   | Hora    |         |         |         |         |         |         |
| ------- | --------- | --------- | ------- | ------- | ------- | ------- | ------- | ------- | ------- | ------- | ------- |

| Fecha 9 | Fecha 9   | Fecha 9   | Fecha 9 | Fecha 9 | Fecha 9 | Fecha 9 | Fecha 9 | Fecha 9 | Fecha 9 | Fecha 9 | Fecha 9 |
| Local   | Resultado | Visitante | Estadio | Fecha   | Hora    |         |         |         |         |         |         |
| ------- | --------- | --------- | ------- | ------- | ------- | ------- | ------- | ------- | ------- | ------- | ------- |

| Fecha 10 | Fecha 10  | Fecha 10  | Fecha 10 | Fecha 10 | Fecha 10 | Fecha 10 | Fecha 10 | Fecha 10 | Fecha 10 | Fecha 10 | Fecha 10 |
| Local    | Resultado | Visitante | Estadio  | Fecha    | Hora     |          |          |          |          |          |          |
| -------- | --------- | --------- | -------- | -------- | -------- | -------- | -------- | -------- | -------- | -------- | -------- |

| Fecha 11 | Fecha 11  | Fecha 11  | Fecha 11 | Fecha 11 | Fecha 11 | Fecha 11 | Fecha 11 | Fecha 11 | Fecha 11 | Fecha 11 | Fecha 11 |
| Local    | Resultado | Visitante | Estadio  | Fecha    | Hora     |          |          |          |          |          |          |
| -------- | --------- | --------- | -------- | -------- | -------- | -------- | -------- | -------- | -------- | -------- | -------- |

| Fecha 12 | Fecha 12  | Fecha 12  | Fecha 12 | Fecha 12 | Fecha 12 | Fecha 12 | Fecha 12 | Fecha 12 | Fecha 12 | Fecha 12 | Fecha 12 |
| Local    | Resultado | Visitante | Estadio  | Fecha    | Hora     |          |          |          |          |          |          |
| -------- | --------- | --------- | -------- | -------- | -------- | -------- | -------- | -------- | -------- | -------- | -------- |

| Fecha 13 | Fecha 13  | Fecha 13  | Fecha 13 | Fecha 13 | Fecha 13 | Fecha 13 | Fecha 13 | Fecha 13 | Fecha 13 | Fecha 13 | Fecha 13 |
| Local    | Resultado | Visitante | Estadio  | Fecha    | Hora     |          |          |          |          |          |          |
| -------- | --------- | --------- | -------- | -------- | -------- | -------- | -------- | -------- | -------- | -------- | -------- |

| Fecha 14 | Fecha 14  | Fecha 14  | Fecha 14 | Fecha 14 | Fecha 14 | Fecha 14 | Fecha 14 | Fecha 14 | Fecha 14 | Fecha 14 | Fecha 14 |
| Local    | Resultado | Visitante | Estadio  | Fecha    | Hora     |          |          |          |          |          |          |
| -------- | --------- | --------- | -------- | -------- | -------- | -------- | -------- | -------- | -------- | -------- | -------- |

### Grupo Central
| Pos. | Equipo                 | Pts. | PJ | G | E | P | GF | GC | Dif. | Clasificación 2020 |
| ---- | ---------------------- | ---- | -- | - | - | - | -- | -- | ---- | ------------------ |
| 1    | Yaracuy F.C.           | 9    | 3  | 3 | 0 | 0 | 7  | 1  | +6   | Liguilla           |
| 2    | Academia Rey           | 9    | 3  | 3 | 0 | 0 | 5  | 1  | +4   | Liguilla           |
| 3    | Deportivo Petare       | 6    | 4  | 2 | 0 | 2 | 7  | 4  | +3   |                    |
| 4    | Llaneros de Guanare    | 6    | 3  | 2 | 0 | 1 | 6  | 3  | +3   |                    |
| 5    | Estudiantes de Caracas | 1    | 2  | 0 | 1 | 1 | 2  | 5  | −3   |                    |
| 6    | UCV F.C.               | 1    | 3  | 0 | 1 | 2 | 2  | 5  | −3   |                    |
| 7    | Atlético Furrial       | 0    | 4  | 0 | 0 | 4 | 2  | 12 | −10  |                    |

Actualizado a los partidos jugados el 9 de marzo de 2020.
 Fuente: Soccerway

#### Resultados
- Los horarios corresponden a la hora local de Venezuela (UTC−4).

Calendario sujeto a cambios

##### Primera vuelta
| Yaracuy F.C.        | 1 - 0 | UCV F.C.               | Florentino Oropeza  | 21 de febrero       | 15:30               |
| Llaneros de Guanare | -     | Estudiantes de Caracas | Rafael Calles Pinto | Suspendido          | Suspendido          |
| Deportivo Petare    | 3 - 0 | Atlético Furrial       | Victoria Adjudicada | Victoria Adjudicada | Victoria Adjudicada |

| Academia Rey           | 1 - 0 | Deportivo Petare    | Metropolitano de Lara | 1 de marzo          | 15:00               |
| Estudiantes de Caracas | 0 - 3 | Yaracuy F.C.        | Victoria Adjudicada   | Victoria Adjudicada | Victoria Adjudicada |
| Atlético Furrial       | 0 - 3 | Llaneros de Guanare | Victoria Adjudicada   | Victoria Adjudicada | Victoria Adjudicada |

| Atlético Furrial | 1 - 3 | Academia Rey           | Rafael Calles Pinto    | 4 de marzo | 15:00 |
| Deportivo Petare | 2 - 3 | Llaneros de Guanare    | Cocodrilos Sports Park | 4 de marzo | 15:00 |
| UCV F.C.         | 2 - 2 | Estudiantes de Caracas | Olímpico de la UCV     | 4 de marzo | 18:00 |

| Yaracuy F.C.        | 3 - 1 | Atlético Furrial | Florentino Oropeza  | 7 de marzo | 15:30 |
| Llaneros de Guanare | 0 - 1 | Academia Rey     | Rafael Calles Pinto | 8 de marzo | 16:00 |
| UCV F.C.            | 0 - 2 | Deportivo Petare | Olímpico de la UCV  | 9 de marzo | 11:00 |

| Fecha 5 | Fecha 5   | Fecha 5   | Fecha 5 | Fecha 5 | Fecha 5 | Fecha 5 | Fecha 5 | Fecha 5 | Fecha 5 | Fecha 5 | Fecha 5 |
| Local   | Resultado | Visitante | Estadio | Fecha   | Hora    |         |         |         |         |         |         |
| ------- | --------- | --------- | ------- | ------- | ------- | ------- | ------- | ------- | ------- | ------- | ------- |

| Fecha 6 | Fecha 6   | Fecha 6   | Fecha 6 | Fecha 6 | Fecha 6 | Fecha 6 | Fecha 6 | Fecha 6 | Fecha 6 | Fecha 6 | Fecha 6 |
| Local   | Resultado | Visitante | Estadio | Fecha   | Hora    |         |         |         |         |         |         |
| ------- | --------- | --------- | ------- | ------- | ------- | ------- | ------- | ------- | ------- | ------- | ------- |

| Fecha 7 | Fecha 7   | Fecha 7   | Fecha 7 | Fecha 7 | Fecha 7 | Fecha 7 | Fecha 7 | Fecha 7 | Fecha 7 | Fecha 7 | Fecha 7 |
| Local   | Resultado | Visitante | Estadio | Fecha   | Hora    |         |         |         |         |         |         |
| ------- | --------- | --------- | ------- | ------- | ------- | ------- | ------- | ------- | ------- | ------- | ------- |

##### Segunda vuelta
| Fecha 8 | Fecha 8   | Fecha 8   | Fecha 8 | Fecha 8 | Fecha 8 | Fecha 8 | Fecha 8 | Fecha 8 | Fecha 8 | Fecha 8 | Fecha 8 |
| Local   | Resultado | Visitante | Estadio | Fecha   | Hora    |         |         |         |         |         |         |
| ------- | --------- | --------- | ------- | ------- | ------- | ------- | ------- | ------- | ------- | ------- | ------- |

| Fecha 9 | Fecha 9   | Fecha 9   | Fecha 9 | Fecha 9 | Fecha 9 | Fecha 9 | Fecha 9 | Fecha 9 | Fecha 9 | Fecha 9 | Fecha 9 |
| Local   | Resultado | Visitante | Estadio | Fecha   | Hora    |         |         |         |         |         |         |
| ------- | --------- | --------- | ------- | ------- | ------- | ------- | ------- | ------- | ------- | ------- | ------- |

| Fecha 10 | Fecha 10  | Fecha 10  | Fecha 10 | Fecha 10 | Fecha 10 | Fecha 10 | Fecha 10 | Fecha 10 | Fecha 10 | Fecha 10 | Fecha 10 |
| Local    | Resultado | Visitante | Estadio  | Fecha    | Hora     |          |          |          |          |          |          |
| -------- | --------- | --------- | -------- | -------- | -------- | -------- | -------- | -------- | -------- | -------- | -------- |

| Fecha 11 | Fecha 11  | Fecha 11  | Fecha 11 | Fecha 11 | Fecha 11 | Fecha 11 | Fecha 11 | Fecha 11 | Fecha 11 | Fecha 11 | Fecha 11 |
| Local    | Resultado | Visitante | Estadio  | Fecha    | Hora     |          |          |          |          |          |          |
| -------- | --------- | --------- | -------- | -------- | -------- | -------- | -------- | -------- | -------- | -------- | -------- |

| Fecha 12 | Fecha 12  | Fecha 12  | Fecha 12 | Fecha 12 | Fecha 12 | Fecha 12 | Fecha 12 | Fecha 12 | Fecha 12 | Fecha 12 | Fecha 12 |
| Local    | Resultado | Visitante | Estadio  | Fecha    | Hora     |          |          |          |          |          |          |
| -------- | --------- | --------- | -------- | -------- | -------- | -------- | -------- | -------- | -------- | -------- | -------- |

| Fecha 13 | Fecha 13  | Fecha 13  | Fecha 13 | Fecha 13 | Fecha 13 | Fecha 13 | Fecha 13 | Fecha 13 | Fecha 13 | Fecha 13 | Fecha 13 |
| Local    | Resultado | Visitante | Estadio  | Fecha    | Hora     |          |          |          |          |          |          |
| -------- | --------- | --------- | -------- | -------- | -------- | -------- | -------- | -------- | -------- | -------- | -------- |

| Fecha 14 | Fecha 14  | Fecha 14  | Fecha 14 | Fecha 14 | Fecha 14 | Fecha 14 | Fecha 14 | Fecha 14 | Fecha 14 | Fecha 14 | Fecha 14 |
| Local    | Resultado | Visitante | Estadio  | Fecha    | Hora     |          |          |          |          |          |          |
| -------- | --------- | --------- | -------- | -------- | -------- | -------- | -------- | -------- | -------- | -------- | -------- |

### Grupo Oriental
| Pos. | Equipo                   | Pts. | PJ | G | E | P | GF | GC | Dif. | Clasificación 2020 |
| ---- | ------------------------ | ---- | -- | - | - | - | -- | -- | ---- | ------------------ |
| 1    | Angostura F.C.           | 9    | 4  | 3 | 0 | 1 | 12 | 3  | +9   | Liguilla           |
| 2    | Fundación AIFI           | 9    | 4  | 3 | 0 | 1 | 8  | 4  | +4   | Liguilla           |
| 3    | Chicó de Guayana         | 6    | 4  | 2 | 0 | 2 | 5  | 6  | −1   |                    |
| 4    | Minervén F.C.            | 3    | 3  | 1 | 0 | 2 | 3  | 10 | −7   |                    |
| 5    | Dynamo Puerto            | 2    | 3  | 0 | 2 | 1 | 4  | 7  | −3   |                    |
| 6    | Petroleros de Anzoátegui | 1    | 3  | 0 | 1 | 2 | 3  | 7  | −4   |                    |
| 7    | Libertador F.C.          | 1    | 3  | 0 | 1 | 2 | 2  | 6  | −4   |                    |

Actualizado a los partidos jugados el 8 de marzo de 2020.
 Fuente: Soccerway

#### Resultados
- Los horarios corresponden a la hora local de Venezuela (UTC−4).

Calendario sujeto a cambios

##### Primera vuelta
| Angostura F.C.           | 3 - 0 | Chicó de Guayana | Victoria Adjudicada | Victoria Adjudicada | Victoria Adjudicada |
| Fundación AIFI           | 3 - 0 | Dynamo Puerto    | Victoria Adjudicada | Victoria Adjudicada | Victoria Adjudicada |
| Petroleros de Anzoátegui | X     | Libertador F.C.  | Partido sin ganador | Partido sin ganador | Partido sin ganador |

| Minervén F.C.    | 0 - 6 | Angostura F.C.           | CTE Cachamay       | 1 de marzo | 11:00 |
| Chicó de Guayana | 0 - 1 | Fundación AIFI           | CTE Cachamay       | 1 de marzo | 15:00 |
| Dynamo Puerto    | 2 - 2 | Petroleros de Anzoátegui | Francisco Massiani | 1 de marzo | 15:00 |

| Chicó de Guayana | 3 - 1 | Minervén F.C.  | CTE Cachamay          | 4 de marzo | 16:00 |
| Angostura F.C.   | 2 - 3 | Fundación AIFI | Ricardo Tulio Maya    | 4 de marzo | 16:00 |
| Libertador F.C.  | 2 - 2 | Dynamo Puerto  | Monumental de Maturín | 4 de marzo | 16:00 |

| Libertador F.C.          | 0 - 1 | Angostura F.C.   | Monumental de Maturín   | 7 de marzo | 16:00 |
| Petroleros de Anzoátegui | 1 - 2 | Chicó de Guayana | José Antonio Anzoátegui | 7 de marzo | 16:00 |
| Fundación AIFI           | 1 - 2 | Minervén F.C.    | CTE Cachamay            | 8 de marzo | 15:00 |

| Fecha 5 | Fecha 5   | Fecha 5   | Fecha 5 | Fecha 5 | Fecha 5 | Fecha 5 | Fecha 5 | Fecha 5 | Fecha 5 | Fecha 5 | Fecha 5 |
| Local   | Resultado | Visitante | Estadio | Fecha   | Hora    |         |         |         |         |         |         |
| ------- | --------- | --------- | ------- | ------- | ------- | ------- | ------- | ------- | ------- | ------- | ------- |

| Fecha 6 | Fecha 6   | Fecha 6   | Fecha 6 | Fecha 6 | Fecha 6 | Fecha 6 | Fecha 6 | Fecha 6 | Fecha 6 | Fecha 6 | Fecha 6 |
| Local   | Resultado | Visitante | Estadio | Fecha   | Hora    |         |         |         |         |         |         |
| ------- | --------- | --------- | ------- | ------- | ------- | ------- | ------- | ------- | ------- | ------- | ------- |

| Fecha 7 | Fecha 7   | Fecha 7   | Fecha 7 | Fecha 7 | Fecha 7 | Fecha 7 | Fecha 7 | Fecha 7 | Fecha 7 | Fecha 7 | Fecha 7 |
| Local   | Resultado | Visitante | Estadio | Fecha   | Hora    |         |         |         |         |         |         |
| ------- | --------- | --------- | ------- | ------- | ------- | ------- | ------- | ------- | ------- | ------- | ------- |

##### Segunda vuelta
| Fecha 8 | Fecha 8   | Fecha 8   | Fecha 8 | Fecha 8 | Fecha 8 | Fecha 8 | Fecha 8 | Fecha 8 | Fecha 8 | Fecha 8 | Fecha 8 |
| Local   | Resultado | Visitante | Estadio | Fecha   | Hora    |         |         |         |         |         |         |
| ------- | --------- | --------- | ------- | ------- | ------- | ------- | ------- | ------- | ------- | ------- | ------- |

| Fecha 9 | Fecha 9   | Fecha 9   | Fecha 9 | Fecha 9 | Fecha 9 | Fecha 9 | Fecha 9 | Fecha 9 | Fecha 9 | Fecha 9 | Fecha 9 |
| Local   | Resultado | Visitante | Estadio | Fecha   | Hora    |         |         |         |         |         |         |
| ------- | --------- | --------- | ------- | ------- | ------- | ------- | ------- | ------- | ------- | ------- | ------- |

| Fecha 10 | Fecha 10  | Fecha 10  | Fecha 10 | Fecha 10 | Fecha 10 | Fecha 10 | Fecha 10 | Fecha 10 | Fecha 10 | Fecha 10 | Fecha 10 |
| Local    | Resultado | Visitante | Estadio  | Fecha    | Hora     |          |          |          |          |          |          |
| -------- | --------- | --------- | -------- | -------- | -------- | -------- | -------- | -------- | -------- | -------- | -------- |

| Fecha 11 | Fecha 11  | Fecha 11  | Fecha 11 | Fecha 11 | Fecha 11 | Fecha 11 | Fecha 11 | Fecha 11 | Fecha 11 | Fecha 11 | Fecha 11 |
| Local    | Resultado | Visitante | Estadio  | Fecha    | Hora     |          |          |          |          |          |          |
| -------- | --------- | --------- | -------- | -------- | -------- | -------- | -------- | -------- | -------- | -------- | -------- |

| Fecha 12 | Fecha 12  | Fecha 12  | Fecha 12 | Fecha 12 | Fecha 12 | Fecha 12 | Fecha 12 | Fecha 12 | Fecha 12 | Fecha 12 | Fecha 12 |
| Local    | Resultado | Visitante | Estadio  | Fecha    | Hora     |          |          |          |          |          |          |
| -------- | --------- | --------- | -------- | -------- | -------- | -------- | -------- | -------- | -------- | -------- | -------- |

| Fecha 13 | Fecha 13  | Fecha 13  | Fecha 13 | Fecha 13 | Fecha 13 | Fecha 13 | Fecha 13 | Fecha 13 | Fecha 13 | Fecha 13 | Fecha 13 |
| Local    | Resultado | Visitante | Estadio  | Fecha    | Hora     |          |          |          |          |          |          |
| -------- | --------- | --------- | -------- | -------- | -------- | -------- | -------- | -------- | -------- | -------- | -------- |

| Fecha 14 | Fecha 14  | Fecha 14  | Fecha 14 | Fecha 14 | Fecha 14 | Fecha 14 | Fecha 14 | Fecha 14 | Fecha 14 | Fecha 14 | Fecha 14 |
| Local    | Resultado | Visitante | Estadio  | Fecha    | Hora     |          |          |          |          |          |          |
| -------- | --------- | --------- | -------- | -------- | -------- | -------- | -------- | -------- | -------- | -------- | -------- |